# Chilobrachys pococki
Chilobrachys pococki är en spindelart som först beskrevs av Tamerlan Thorell 1897. Chilobrachys pococki ingår i släktet Chilobrachys och familjen fågelspindlar.
Artens utbredningsområde är Myanmar. Inga underarter finns listade i Catalogue of Life.